# Aurora Cossio
Pierina Cossio Mercado (Barranquilla, 22 de mayo de 1981), más conocida como Aurora Cossio, es una actriz colombiana nacionalizada italiana.

## Biografía
Hija de Neftalí Cossio Lozano y de Alma Mercado Di Filippo, Cossio tiene ascendencia italiana gracias a sus abuelos maternos de Castelnuovo di Conza, en la provincia de Salerno. Nacida en Barranquilla y criada en Bucaramanga, obtuvo un título como psicóloga en 2005 en la Universidad Pontificia Bolivariana y se formó como actriz asistiendo a varias escuelas y talleres de actuación en Italia, España y Estados Unidos.
El mismo año participó en el certamen Miss Italia nel mondo 2005 en representación de su país natal. En 2006, mientras trabajaba en un almacén en Roma, conoció a Silvio Berlusconi, quien le facilitó un contacto con su productora Medusa Film. Comenzó su carrera como actriz en el filme Il figlio più piccolo de Pupi Avati, y acto seguido trabajó con Gigi Proietti en La vita è una cosa meravigliosa. Su actuación más destacada en Italia ocurrió en el filme de 2011 Faccio un salto all'Avana, en el que interpretó al personaje principal de Almadedios.
En enero de 2012, el sitio Dagospia reveló que Cossio estaba comprometida con Berlusconi; no obstante, la actriz lo negó en una entrevista con Vainity Fair, aunque admitió que se encontraba en buenos términos con el político y magnate.
En 2014 interpretó el papel de Viviana en el seriado colombiano La selección, y tres años después apareció como Vita Puzzi en La Reina del Sur. En 2020 interpretó el papel de Alexandra en ocho episodios de la serie Verdad oculta, y tres años después interpretó a la sargento Downs en la película estadounidense The Ritual Killer. En 2024 actuó como Estela en la miniserie de Netflix Griselda.

## Filmografía

### Cine
| Año  | Título                                                                              | Papel            | Notas |
| ---- | ----------------------------------------------------------------------------------- | ---------------- | ----- |
| 2008 | Ti stramo: Ho voglia di un'ultima notte da manuale prima di tre baci sopra il cielo | Fabiana          |       |
| 2010 | Il figlio più piccolo                                                               | Zoe              |       |
| 2010 | La vita è una cosa meravigliosa                                                     | Sofía Di Filippo |       |
| 2011 | Faccio un salto all'Avana                                                           | Almadedios       |       |
| 2012 | Immaturi - Il viaggio                                                               | Ina              |       |
| 2012 | All'ultima spiaggia                                                                 | Carmen           |       |
| 2023 | The Ritual Killer                                                                   | Sargento Downs   |       |
| TBA  | Delivery Guy                                                                        | Rebekah          |       |

### Televisión
| Año  | Título                 | Papel      | Notas        |
| ---- | ---------------------- | ---------- | ------------ |
| 2011 | Baciati dall'amore     | Lidia      | Miniserie    |
| 2014 | La selección           | Viviana    | 15 episodios |
| 2016 | Non è stato mio figlio | Dorina     | 7 episodios  |
| 2019 | La Reina del Sur       | Vita Puzzi | 3 episodios  |
| 2020 | Verdad oculta          | Alexandra  | 8 episodios  |
| 2024 | Griselda               | Estela     | 3 episodios  |